# Bojan (postać)
Bojan (Bajan) – wzmiankowany jedynie w Słowie o wyprawie Igora wieszczy gęślarz i poeta ruski, a także drużynnik Jarosława Mądrego. Poświęcono mu dziesiątą część tekstu utworu.
Życie Bojana datuje się na koniec XI i początek XII wieku. W utworze Bojan nazywany jest wnukiem Welesowym, co wskazuje że prawdopodobnie był wołchwem.
Pomimo iż autentyczność postaci nie została udowodniona, stał się popularnym bohaterem późniejszych utworów literackich, m.in. Puszkina.
Z polskich autorów postać wieszcza Bojana wykorzystał Ryszard Berwiński, wprowadzając go do swojego poematu „Bogunka na Gople”. Bojan jest również tytułowym bohaterem nieukończonego poematu Tymona Zaborowskiego, w którym kreował on go na starożytnego wieszcza snującego legendarno-historyczne dzieje narodowe.

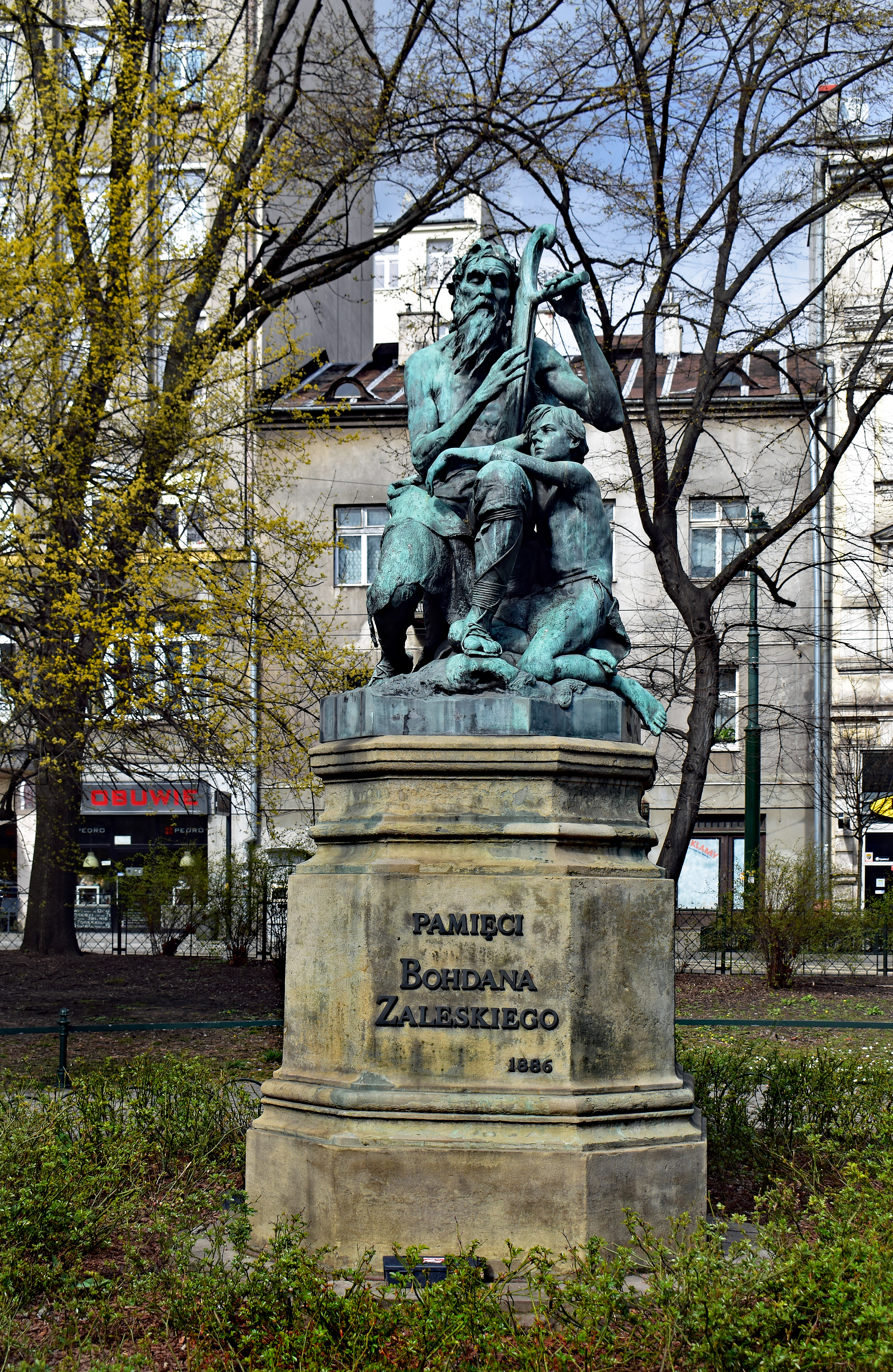
Pomnik Bojana (Harfiarza) upamiętniający Bohdana Zalewskiego Pius Weloński, 1886 Kraków, Planty
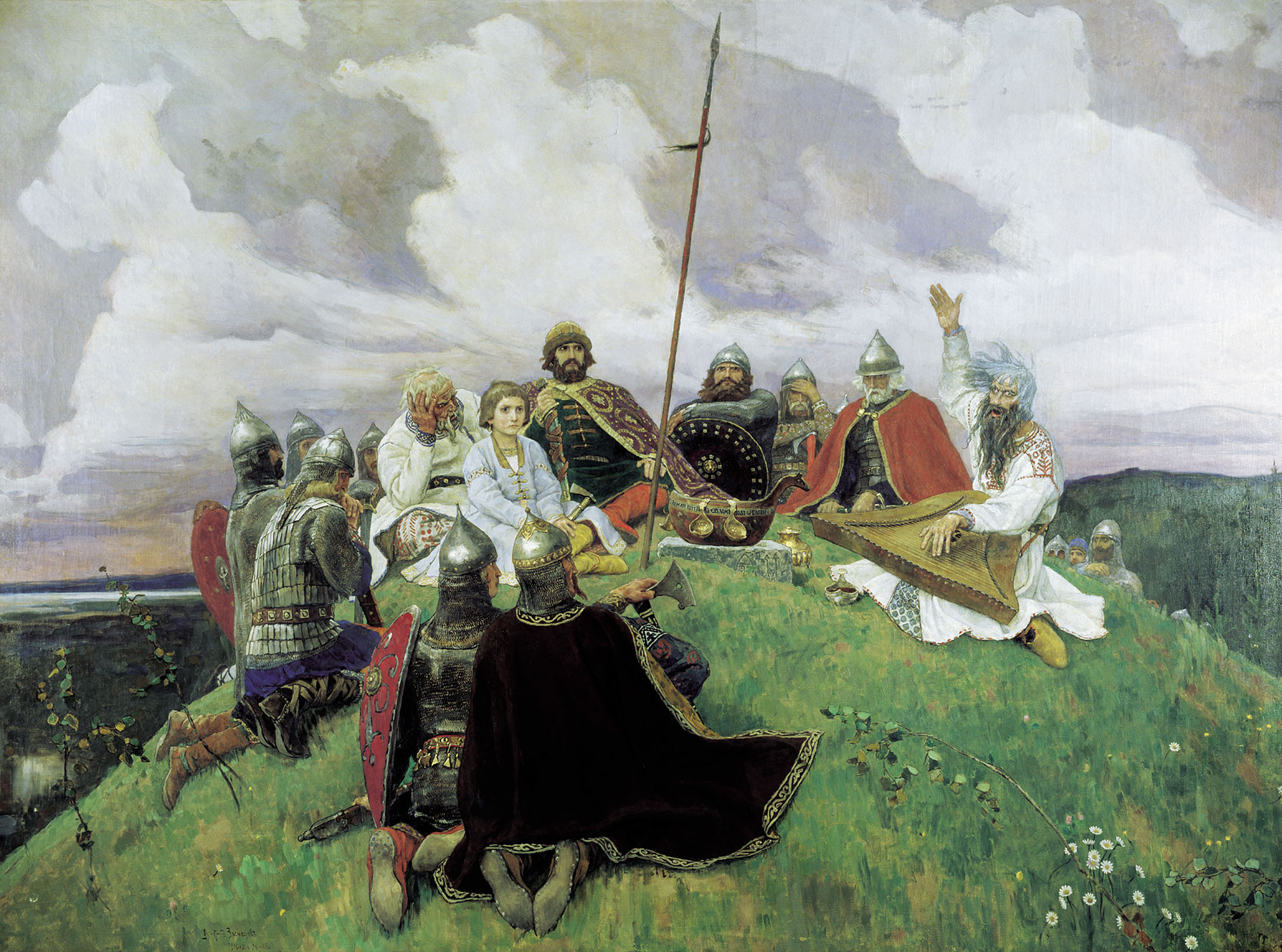
Bojan, Wiktor Wasniecow, 1910 Państwowe Muzeum Rosyjskie, Petersburg